# Nicolae Firoiu
Nicolae Firoiu, detto Nico (Bucarest, 4 marzo 1939), è un ex pallanuotista e allenatore di pallanuoto rumeno.

## Palmarès

### Allenatore

#### Iran
- Giochi asiatici

Teheran 1974: 

#### Germania Ovest
- Olimpiadi

Los Angeles 1984: 
- Mondiali

Guayaquil 1982: 
- Europei

Spalato 1981: 
Sofia 1985: 
Vienna 1995: 
- Coppa del Mondo

Duisburg 1985: 
Malibù 1983: 
Salonicco 1987: